# Ampelisca odontoplax
Ampelisca odontoplax is een vlokreeftensoort uit de familie van de Ampeliscidae. De wetenschappelijke naam van de soort is voor het eerst geldig gepubliceerd in 1879 door G.O. Sars.